# 大井之方
大井之方（1497年12月10日－1552年5月30日）是日本戰國時代女性。甲斐國守護武田信虎正室。兒子有武田信玄（晴信）等。別稱是大井夫人，實名不詳。因為剃髪後移居至武田氏的居館躑躅崎館北面的御隱居曲輪，亦被稱為御北樣（『甲斐國志』）。

## 生平
父親是甲斐西郡的國眾領主大井信達。在甲斐守護武田氏與國眾鬥爭的室町・戰國時期，西郡國眾大井氏與駿河國的今川氏連結並與信直（信虎）不斷抗爭，但是在永正14年（1517年）信達與信虎達成和睦，於是嫁給信虎成為正室（被認為是成為人質的政略結婚）。與信虎之間在永正16年（1519年）生下長女（定惠院，後來成為今川義元的正室），以及後來生下嫡男晴信（信玄）、信繁、信廉（還有晴信之弟‧信繁之兄：戌千代）。而大井氏嫡男信業等亦作為武田一門加入家臣團。
後來把岐秀元伯招攬到大井氏的菩提寺長禪寺，向晴信教授『四書五經』、『孫子』、『吳子』等（『武田信玄合戰錄』）。
天文10年（1541年）6月14日，信虎被晴信追放到駿河（『高白齋記』、『山梨縣史』），但是後來沒有跟隨信虎，而是留在甲斐。成為國主的晴信開始向信濃侵攻，但是在天文17年（1548年）2月14日的上田原之戰中大敗，敗戰後仍然繼續在陣的晴信被大井夫人説服而返國（『高白齋記』）。
曾向鹽山向嶽庵和大善寺奉納。在天文21年（1552年）5月7日死去，享年56歲（『高白齋記』）。法名是瑞雲院殿月珠泉大姉。墓所在巨摩郡大井鄉（南阿爾卑斯市，舊中巨摩郡甲西町鮎沢）的長禪寺（古長禪寺），但是後來長禪寺被信玄移往甲府。
兒子信廉作為武將亦是出名的畫家，所繪畫的信虎肖像被甲府大泉寺所藏，而甲府長禪寺所藏的大井夫人肖像（「絹本着色武田信虎夫人」，日本重要文化財產）是在大井夫人死後一周忌時信廉所畫的供養像，畫中有大井夫人的和歌和信虎開祖的大泉寺住職贊文。

## 登場作品
- 武田信玄 (大河劇)